# Hans Karl von Diebitsch
El Conde Hans Karl Friedrich Anton von Diebitsch und Narden o Graf Iván Ivanovich Diebitsch-Zabalkansky (en ruso: Ива́н Ива́нович Ди́бич-Забалка́нский; 13 de mayo de 1785 en Groß Leipe cerca de Obernigk, Baja Silesia - 10 de junio de 1831, cerca de Pułtusk) fue un soldado alemán de nacimiento que sirvió como mariscal de campo ruso.

## Biografía
Fue educado en la escuela de cadetes de Berlín, pero por deseo de su padre, un ayudante de campo de Federico II que había pasado al servicio de Rusia, también hizo lo mismo en 1801. Sirvió en la campaña de 1805, y fue herido en Austerlitz, combatió en Eylau y en  Friedland, y después de Friedland fue promovido a capitán.
Durante los siguientes cinco años de paz se dedicó al estudio de la ciencia militar, incorporándose de nuevo al servicio activo en la Guerra de 1812. Se distinguió en gran medida en la campaña de Wittgenstein, y en particular en Polotsk (18 y 19 de octubre), después de cuyo combate fue elevado al rango de mayor-general. En la última parte de la campaña sirvió contra el contingente prusiano del General Yorck (von Wartenburg), con quien, a través de Clausewitz, negoció la celebrada convención de Tauroggen, sirviendo a partir de entonces con Yorck en la primera parte de la Guerra de Liberación.
Después de la batalla de Lützen sirvió en Silesia y tomó parte en las negociaciones secretas del Tratado de Reichenbach. Habiéndose distinguido en las batallas de Dresde y Leipzig fue ascendido a teniente-general. Con la crisis de la campaña de 1814 urgió con vehemencia a la marcha de los aliados sobre París; y después de su entrada el emperador Alejandro le nombró caballero de la Orden de San Alejandro Nevski.
En 1815 asistió al congreso de Viena, y fue hecho desde entonces general-adjunto del emperador,  sobre quien, al igual que sobre su sucesor Nicolás, tuvo gran influencia. Fue creado barón por Nicolás, y más tarde conde. En 1820 se convirtió en jefe del estado mayor general, y en 1825 asistió en la supresión de la revuelta decembrista.
Sus mayores hazañas se sucedieron en la Guerra ruso-turca de 1828-29, en la que tras un periodo de contienda dudoso, fue decidida por la brillante campaña de Diebitsch en Adrianópolis; esto le mereció el rango de mariscal de campo y el título de la victoria de Zabalkanski para conmemorar su cruce de los Balcanes.
En 1830 fue seleccionado para comandar el gran ejército destinado a suprimir el Levantamiento de Noviembre en Polonia. Después de la inconclusa batalla de Grochów el 25 de febrero, ganó la batalla de Ostrołęka el 26 de mayo, aunque poco después murió de cólera en Kleszewo, cerca de Pułtusk, el 10 de junio de 1831.